# Chromacrida
Chromacrida is een geslacht van rechtvleugeligen uit de familie veldsprinkhanen (Acrididae). De wetenschappelijke naam van dit geslacht is voor het eerst geldig gepubliceerd in 1952 door Dirsh.

## Soorten
Het geslacht Chromacrida omvat de volgende soorten:
- Chromacrida brunneriana Bolívar, 1893
- Chromacrida radamae Saussure, 1899